# Las Palmas (Los Santos)
Las Palmas es un corregimiento ubicado en el distrito de Macaracas en la provincia panameña de Los Santos. En el año 2010 tenía una población de 436 habitantes y una densidad poblacional de 10,3 personas por km².

## Geografía física
De acuerdo con los datos del INEC el corregimiento posee un área de 42,4 km².

## Demografía
De acuerdo con el censo del año 2010, el corregimiento tenía una población de unos 436 habitantes. La densidad poblacional era de 10,3 habitantes por km². 